# Grisaille

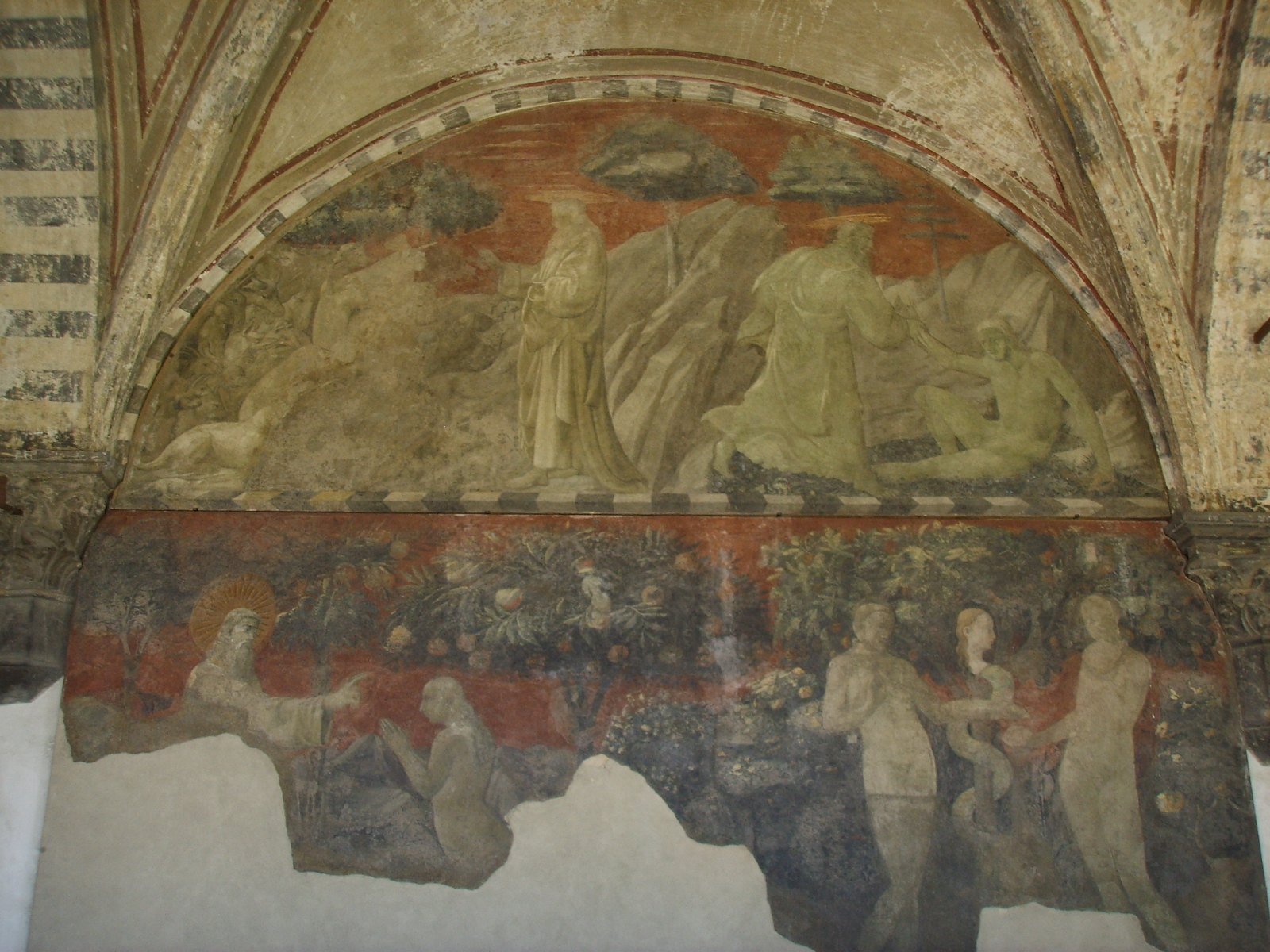
Fresques de Paolo Uccello du Chiostro Verde de Santa Maria Novella (à Florence).

La grisaille est l'un des types de peintures utilisés dans la fabrication de vitraux.

## Description
La grisaille est un matériau composé d'oxydes métalliques et d'un fondant lui permettant de s'accrocher à la surface du verre lorsqu'il est cuit. Elle est cuite entre 630 et 650 °C, dans un four de verrier.
De nature opaque et d'aspect mat, cet élément permet l'ajout de détails qui ressortent en transparence.
La grisaille peut être utilisée de manière totalement opaque, étalée au pinceau filet, sous forme de traits ou d'aplats mais également sous forme de dégradés permettant d'inclure du relief et des ombres.

## Historique
Les plus anciennes pièces de vitrail retrouvées sont souvent peintes. Les fragments d'une cive de la basilique Saint-Vital de Ravenne du VIe siècle montrent les restes d'un Christ Pantocrator entre l'alpha et l’oméga. Il s'agit de tessons de verres incolores avec une grisaille peinte, conservés au musée national de Ravenne. Les pièces les plus anciennes semblent dater de 540.
Les fragments de la "tête de Lorsch" datent de 1052 ou 1090. Le site de l'abbaye de Lorsch, près de Heidelberg en Allemagne, est fouillé sous la direction de Friedrich Behn dans les années 1930, mettant au jour un dépotoir qui livre des vestiges vraisemblablement issus des destructions de la guerre de Trente Ans (1618-1648), dont plus de 150 morceaux de vitraux. Parmi ces pièces se trouvent 40 morceaux d'un vitrail figurant la tête de Lorsch, le plus ancien témoin de vitrerie figurée d'Allemagne. Cet ensemble est conservé au Musée de Darmstadt.
La « petite tête de Schwarzach », actuellement conservée au Badisches Landesmuseum à Karlsruhe en Allemagne, date du Xe siècle. À partir de 950 les ouvertures se développent, exigeant de plus grandes surfaces vitrées. Le foyer du vitrail médiéval de plomb se trouve d'abord en France notamment à la basilique St-Denis au IXe siècle ou encore à Auxerre et à Reims.
La tête de Christ de l'abbaye de Wissembourg, conservée au musée de l'Œuvre Notre-Dame de Strasbourg, date du XIe siècle. Elle a été peinte selon la technique décrite vers 1100 par le moine Théophile dans son traité concernant la peinture sur verre. La grisaille est appliquée en trois couches d’intensité différente, l'une très claire par endroits, l'autre moins diluée pour les ombres et la troisième très sombre pour les traits. Cependant, le traité du moine Théophile au début du IXème sur l'art de teindre le verre et de le dorer ne parle pas de l’art de le peindre. La stricte frontalité du visage et la stylisation des formes donnent au personnage une grande force d'expression primitive.
Le terme "grisaille" dans le sens du matériau vitrifiable n'apparaît pas avant le XIXe siècle. Dans le traité du moine Théophile, c'est le terme « couleur » qui est utilisé. Plus tard, on trouve les termes « couleur noire » et « peinture noire ».
La grisaille du Moyen Âge jusqu'au XIVe siècle est brune, plus précisément brun rouge jusqu'à noir selon l'épaisseur travaillée.
À partir du XVe siècle on voit apparaître dans les ateliers, en même temps que les grisailles rousses, rouges et noires, des grisailles nommées « sanguines sur verre » et grisailles « couleur bois ». Les grisailles étaient fabriquées au sein des ateliers par les peintres verriers, et les recettes étaient transmises de génération en génération.
La période néoclassique, aux XVIIe et XVIIIe siècles, suspend la fabrication des grisailles comme celle des verres. Au XIXe siècle, un regain d'intérêt pour le vitrail fait redémarrer la fabrication des peintures. Des fabricants retrouvent ou recomposent des recettes de grisailles en s'appuyant sur les anciennes datant du Moyen Âge et en s'inspirant des peintures utilisées en céramique comme à la manufacture de Sèvres. Les grisailles colorées sont largement utilisées. La demande très importante amène l'industrialisation de la production par des entreprises indépendantes des verreries. Cette nouvelle façon de dissocier la fabrication des produits de ses utilisateurs se fait au détriment des verriers ; en effet, ceux-ci ont de moins en moins la connaissance des compositions et des réactions des peintures qu'ils emploient, et il en résulte des problèmes de conservation qui perdurent jusqu'à aujourd'hui.
Vers le milieu du XXe siècle, les derniers fabricants français de peintures sur verre, tels que Lacroix, l'Hospied ou Poulenc, abandonnent la production faute de demande suffisante pour maintenir rentables leurs usines. Les verriers deviennent tributaires des fabricants étrangers, nous pouvons citer Degussa, Ruger et Blythe. Une commission de travail est donc créée, Section Française de l'Institut International de Conservation ; elle a pour but de redonner aux verriers la connaissance et la maîtrise des produits indispensables à leur activité. Parallèlement, le Laboratoire de recherche des monuments historiques souhaite que soit mise en place une gamme de peintures sur verre qui puisse être utilisée en restauration pour la réalisation des compléments. Les caractéristiques requises sont la cohérence avec les peintures anciennes et la durabilité des produits. L'étude de la formulation des grisailles et émaux se rapprochant des données trouvées dans les traités anciens et des analyses de peintures sur verre du Moyen Âge sont confiées à Hervé Debitus. Pour réaliser sa gamme de grisailles, il s'est intéressé lui aussi aux manuscrits des fabricants Lacroix et aux compositions des peintures sur céramique. Les différents écrits expliquant la fabrication des grisailles sont souvent difficiles à mettre en œuvre car ceux qui les écrivaient étaient soit des observateurs extérieurs, soit des personnes connaissant très bien les produits et n'éprouvant pas le besoin de tout marquer. Il y a donc beaucoup de non-dits, des produits qui ne se fabriquent plus, des produits qui ont changé de nom et des peintures dont la composition n'est pas détaillée. Depuis 1991, la gamme de grisaille « Hervé Debitus » est commercialisée.

## Fabrication et composition
Sa composition peut varier en fonction du pigment utilisé. Le pigment est un oxyde métallique et le fondant est un verre fusible qui fond lors de la cuisson des pièces peintes. Ces deux composants sont présentés sous forme de poudres pulvérisées miscibles entre elles.
Le fondant est un mélange d'oxyde métallique incolore et de silice porté à son point de fusion afin de fabriquer du verre. Les différents oxydes incolores pouvant être mélangés à la silice sont les oxydes de plomb, de sodium, de potassium, de calcium, etc. Historiquement, le fondant le plus utilisé est le fondant rocaille, verre fusible composé de silicates de plomb. C'est le fondant qui semble permettre une meilleure résistance dans le temps, il offre aussi la possibilité de mélanger plusieurs grisailles entre elles. Le fondant est fabriqué avec 75% d'oxyde de plomb et 25% de silice. Le verre en fusion ainsi obtenu est déposé dans de l'eau froide où il explose en petits morceaux. Ceux-ci sont ensuite broyés afin d'obtenir une fine poudre.
Les pigments donnent à la grisaille sa coloration par transparence et par réflexion. Ce sont des oxydes métalliques calcinés à de très hautes températures variant de 630° à 1200°C en fonction des composants et des couleurs à obtenir. Pour créer certaines couleurs ou pour stabiliser certains oxydes on peut les mélanger entre eux.
| Oxydes métalliques                                         | Couleurs selon le degré de calcination |
| ---------------------------------------------------------- | -------------------------------------- |
| Sulfate de fer Fe O3                                       | 650° rouge orangé ; 710° rouge violet  |
| Oxyde fer Fe3 O4                                           | Noir ordinaire                         |
| Oxyde de zinc + oxyde de fer hydraté                       | 850° brun jaune                        |
| Aluminate de cobalt                                        | Bleu                                   |
| Oxyde de cobalt + alumine                                  | Blanc                                  |
| Oxyde de chrome + cobalt + alumine ou plomb                | Vert                                   |
| Antimoniate de plomb (minium de plomb + oxyde d’antimoine) | Jaune ou sable                         |
| Oxyde d’étain                                              | Couleur laiteuse, opaline              |
| Oxyde de cuivre                                            | Vert, rouge                            |

## Peinture

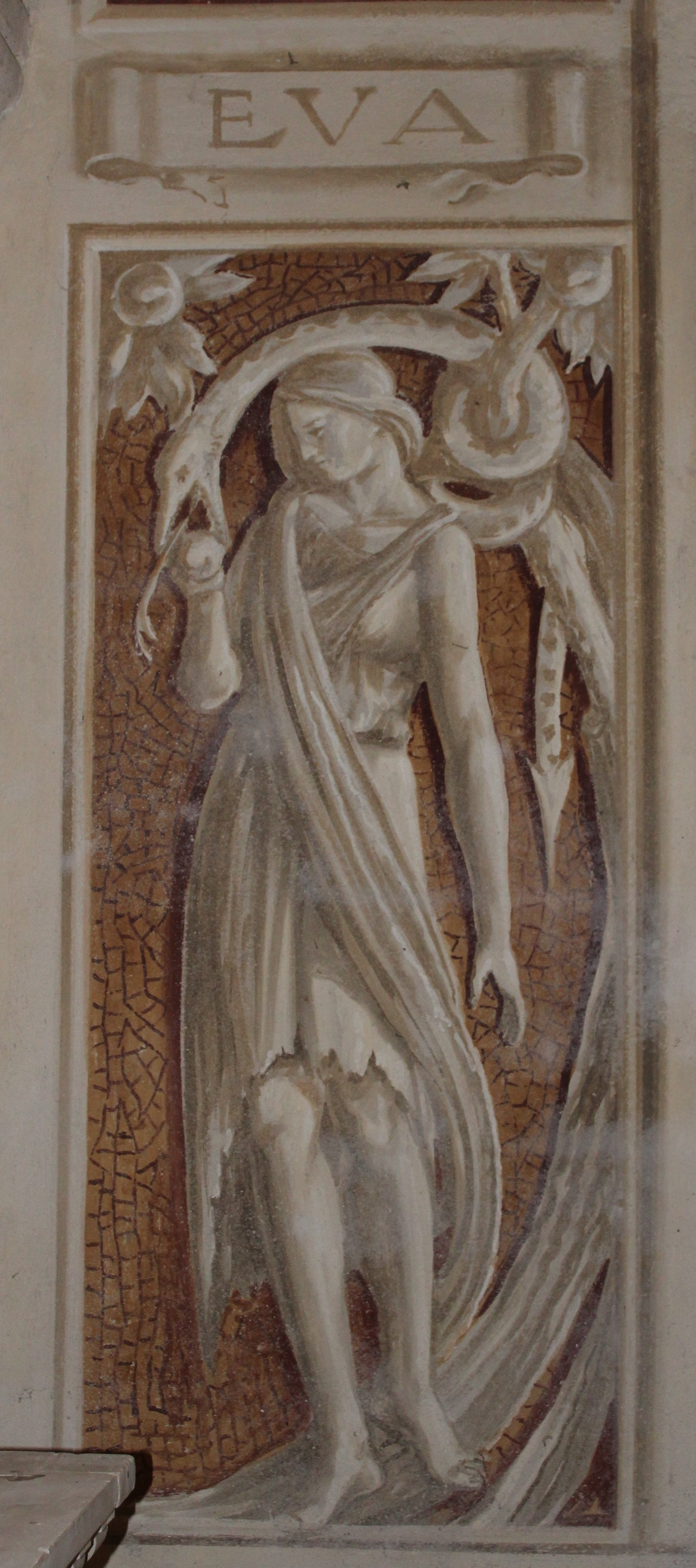
Détail d'une fresque en grisaille de 1928 réalisée par Duilio Donzelli, église Saint-Pierre et Saint-Paul de Creuë.

Il s'agit d'une technique picturale synonyme de chiaroscuro, terme italien pour « contraste » (littéralement « clair-obscur ») comme le précise Vasari.

### Description
Elle n'utilise que des nuances d'une même couleur afin d'imiter le marbre, la pierre, le bronze (XVe siècle) ; elle est similaire, par ce principe, au camaïeu, dans sa variante à plusieurs tons d'une même couleur.
Dans la première étape de la peinture de l'école vénitienne, elle sert souvent pour préparer, avant la pose des glacis, esquisser, préfigurer une peinture finale (comme la sinopia en fresque). Elle est utilisée également dans la technique du  vitrail, en gris, par ajout d'oxydes métalliques avant la cuisson du verre.

### Exemples
- Les fresques du Chiostro Verde peintes par Paolo Uccello, à la basilique Santa Maria Novella de Florence (1448), comme son nom l'indique, à base de couleur verte[4].
- La Déploration du Christ mort, par Giovanni Bellini, visible au musée des Offices de Florence.
- Le cycle de fresques d'Andrea del Sarto au cloître du Scalzo, à Florence.